# Sant Lliser de Benante
Sant Lliser de Benante és l'església romànica del poble de Benante, en el terme municipal d'Esterri de Cardós, a la comarca del Pallars Sobirà. És una petita església d'una sola nau, capçada a llevant per un absis semicircular sense decoració. Té un senzill campanar d'espadanya. És una obra romànica, però modificada en època moderna. És sufragània de Sant Julià d'Arròs.

## Descripció
Petita església de planta rectangular, sense absis, amb capçalera a l'est, i a l'oest. Porta amb llinda formada per una gran biga de fusta. En el pinyó s'aixeca l'espadanya d'una sola obertura dividida per un suport de fusta. A l'interior és pavimentada amb còdols que formen composicions geomètriques.